# Ăn

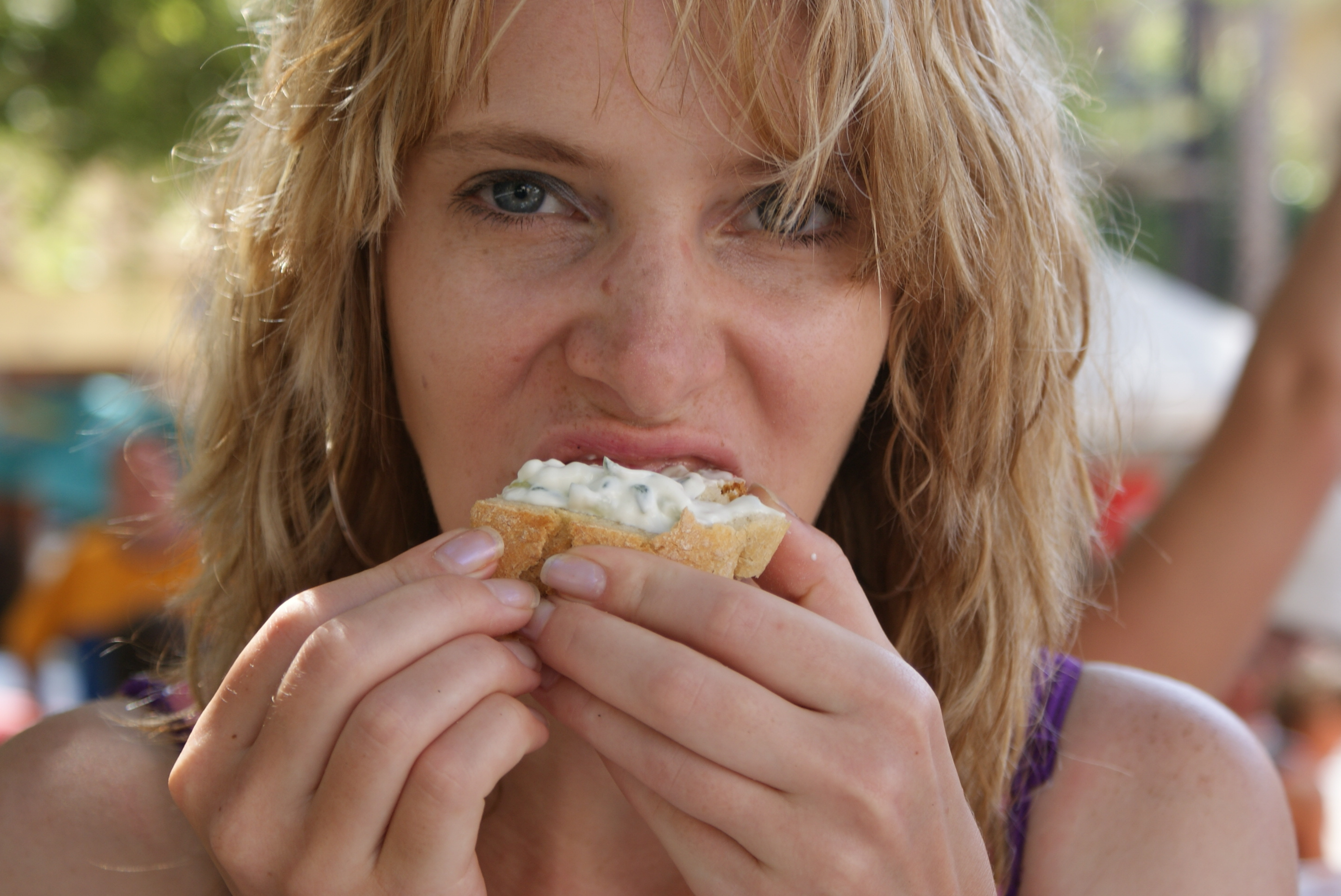
Một người đang ăn

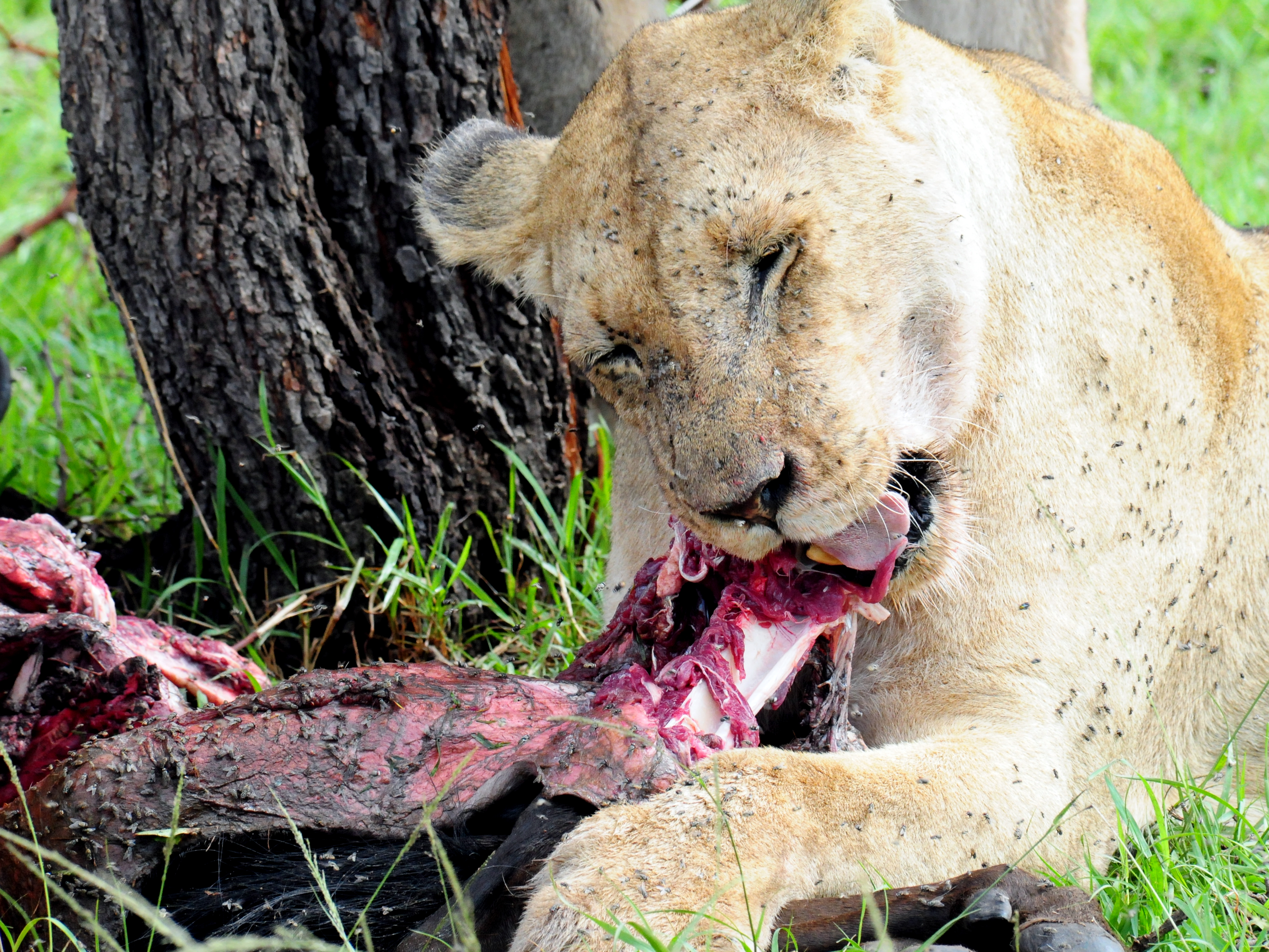
Một con sư tử cái đang ăn thịt

Ăn là hành vi nạp năng lượng bằng thức ăn nhằm duy trì sự sống và tăng trưởng của động vật nói chung, trong đó có con người.

## Ăn ở con người
Con người thông thường ăn ba bữa vào các thời điểm sáng, trưa và tối, tuy nhiên vì nhiều lý do có thể có người ăn nhiều hay ít hơn con số này, chẳng hạn người có dạ dày kém thường ăn nhiều bữa để tránh gánh nặng tiêu hóa giúp dung nạp thức ăn tốt hơn. Ăn có tính hướng đối tượng rất cao, tức là tùy thuộc vào thể trạng, mức độ hoạt động. Trẻ em, thanh niên, trung niên và người già đều có nhu cầu dinh dưỡng hết sức khác nhau về cả mặt chất và lượng. Như tất cả các hành vi khác, ăn cũng cần phải có phương pháp.

## Ăn ở động vật

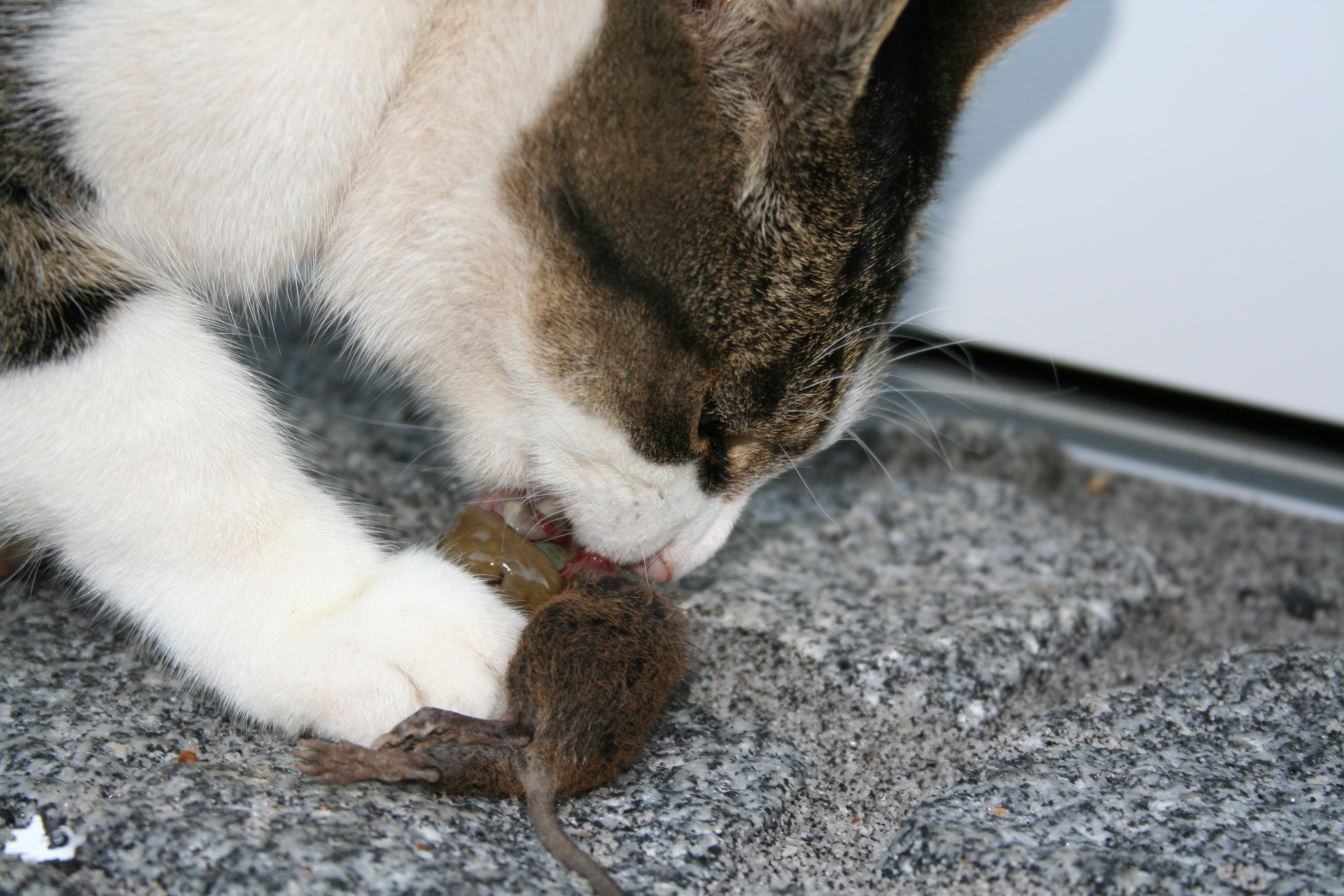
Mèo ăn thịt chuột

Động vật hoang dã thông thường sẽ đi kiếm ăn vào 1 thời điểm trong ngày, ngoài việc ăn đủ no, chúng còn biết cách dự trữ thức ăn cho con cái, hoặc dự trữ theo mùa. Ví dụ như chúng sẽ kiếm ăn vào mùa thu nhiều hơn để dự trữ cho mùa đông khan hiếm thức ăn. Có một số những động vật đặc biệt một chút, chúng có khả năng không ăn gì mà vẫn có thể sống sót: ấy là loài gấu Bắc cực, chúng ăn 1 lượng đủ dùng trong mùa thu để tích mỡ và năng lượng, khi mùa đông đến, chúng sẽ chỉ ở một chỗ không đi đâu và không làm gì, thường chúng ta hay nói "gấu ngủ đông".

## Ăn đúng cách

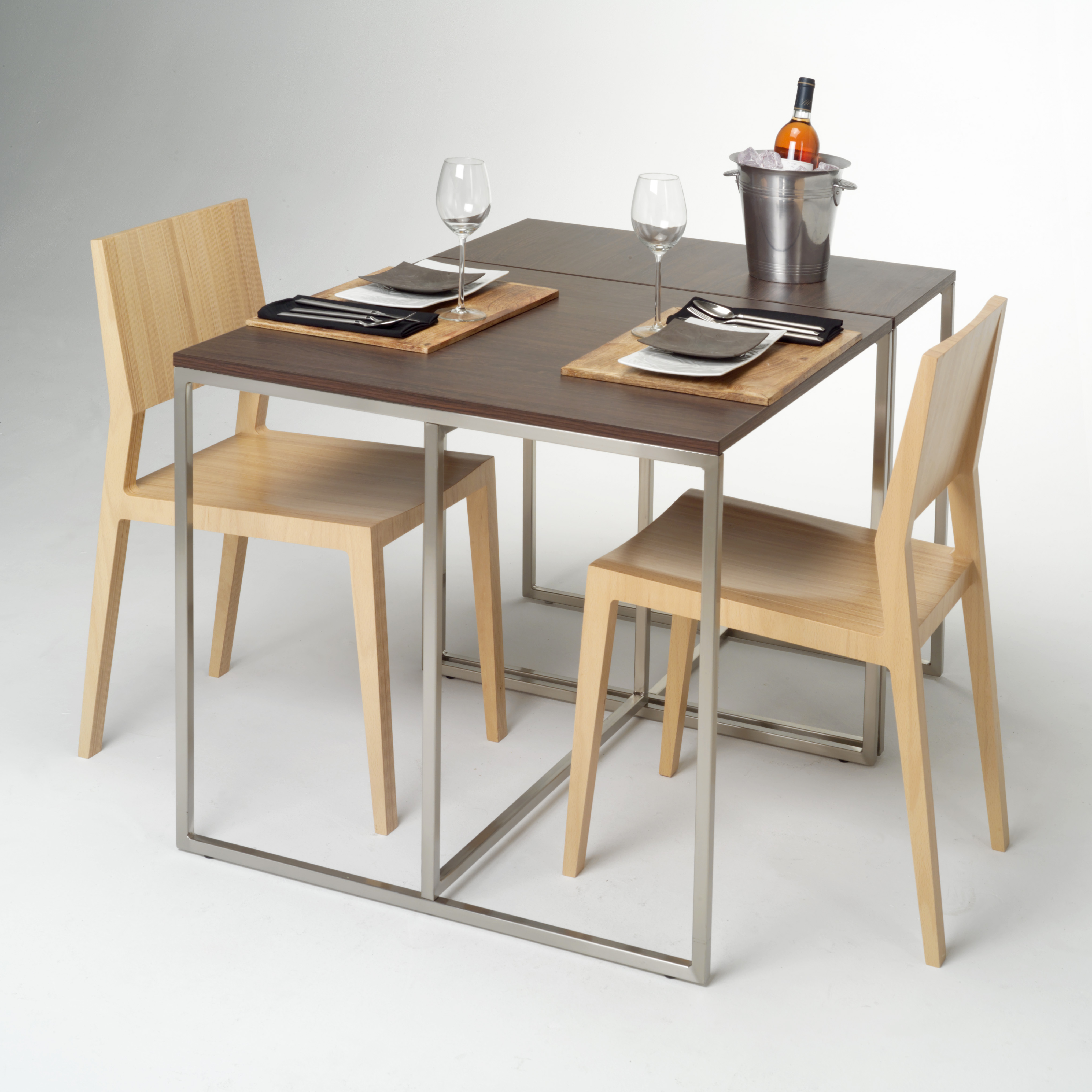
Một bàn ăn 2 người

### Ăn đúng giờ
Ăn đúng giờ có nghĩa là ăn vào một giờ nhất định không phải lúc nào thích ăn thì ăn, hoàn toàn cảm hứng mà không dựa vào nhu cầu của cơ thể. Ăn đúng giờ đem lại hiệu quả tiêu hóa cao nhất bởi vì khi đồng hồ sinh học đã được thiết lập thì trong khoảng thời gian đó cơ thể chuẩn bị đầy đủ nhất cho việc tiêu hóa.

### Ăn chậm
Ăn chậm là cụm từ nhằm thể hiện sự trái ngược với cách ăn uống có hại là ăn nhanh. Một người ăn nhanh là khi không nhai kỹ, vội vã và không cảm nhận được hương vị của thức ăn. Tác hại của việc này cũng dễ dàng nhận thấy, khi nhai không đủ nghiền nát thức ăn thì dạ dày buộc phải làm việc nặng nề hơn, nước bọt do vậy mà cũng mất đi chức năng của nó. Việc không cảm nhận được nhiều cũng được cho là đã đánh mất đi một niềm vui trong cuộc sống. Nguyên nhân của ăn nhanh thì có nhiều nhưng chủ yếu là vì hầu hết cảm thấy thiếu thời gian, thúc đẩy thói quen xấu này còn có sự phụ trợ của thức ăn nhanh (fast food), và để hãm lại hành vi này thậm chí người ta đã phải nói đến loại thức ăn chậm (slow food). Khi ăn quá nhanh người ta còn khó cảm thấy mình đã ăn đủ hay chưa điều này có thể dẫn đến 2 tình trạng tiêu cực, thứ nhất là ăn thiếu, hai là ăn quá no.

### Ăn đa dạng
Điều này chỉ tới việc ăn nhiều loại thức ăn, một cách cụ thể hơn có nghĩa là bữa ăn không được có quá ít món và các bữa khác nhau cần có những món khác nhau. Ăn đa dạng làm cho cơ thể phát triển tốt hơn vì nó được cung cấp đầy đủ các yếu tố dinh dưỡng vốn phân tán ở rất nhiều loại thức ăn, ngoài ra ăn cũng thấy ngon miệng hơn vì được thay đổi cảm giác.

### Ăn tập trung
Đó là việc hạn chế tối đa sự phân tán trong khi ăn, một thói quen thường thấy hiện nay là vừa xem tivi hoặc nghe nhạc, xem báo... vừa ăn. Hành vi này sở dĩ có hại là vì thứ nhất sự phân tán làm giảm cường độ tiêu hóa, máu lúc này vừa phải dồn lên cả não và dạ dày với lưu lượng lớn, thứ hai là ăn phụ thuộc nhiều vào cảm xúc, các loại hình giải trí nghe nhìn thì lại làm chúng ta dễ dao động.

### Chỉ ăn khi tâm trạng thoải mái
Có nghĩa là tránh ăn khi cảm xúc thái quá, không chỉ buồn quá mà ngay cả vui quá mà ăn cũng rất có hại, nguyên nhân là vì cơ thể lúc này hoàn toàn chú ý vào cảm xúc việc tiêu hóa bị xếp vào hàng thứ hai. Một thực tế mà nhiều người đã từng trải qua đó là khi giận dữ rất khó để ăn ngon miệng được.

### Không ăn quá no
Quá mức trong vấn đề gì thường cũng không tốt và ăn cũng không nằm ngoài quy luật này, ăn quá no làm chức năng tiêu hóa của dạ dày giảm đi, thời gian để lấy lại hoạt động bình thường lâu, cơ thể nặng nề, đồng thời lượng thức ăn chưa kịp tiêu hóa tiết sẽ tiết ra độc tố, việc lên men làm cho dạ dày phình to, kích thích dạ dày tăng tiết dịch vị dẫn đến viêm dạ dày. Thường xuyên ăn quá no dẫn đến cung cấp thừa năng lượng cho cơ thể sinh ra béo phì và nhiều bệnh nguy hiểm khác. Ăn quá no có nhiều nguyên nhân nhưng thường xuất phát từ ham muốn được thưởng thức tiếp thức ăn do thức ăn chế biến ngon, hấp dẫn, đôi khi ăn no cũng do việc ép bị ăn, điều hay xảy ra ở trẻ nhỏ hoặc ở người lớn khi tham gia tiệc tùng.

## Ăn kiêng
Đây là cụm từ được dùng rất nhiều khi nói về việc giảm cân nhằm chỉ đến việc hạn chế ăn một số loại thực phẩm nào đó. Tuy nhiên thì hành vi ăn kiêng còn áp dụng cho nhiều đối tượng khác, điển hình là những người mắc bệnh, người trong thời kỳ mang thai và các vận động viên thể thao.

### Cho người bị bệnh
Người mắc bệnh phải tránh ăn một số thực phẩm bởi việc ăn chúng có thể dẫn đến bệnh nặng thêm hoặc xung khắc với các hóa chất trong thuốc ví dụ như bệnh như tim, thận, huyết áp cao, phải kiêng muối hoặc ăn ít muối, đề phòng bị phù nề; các bệnh xơ cứng động mạch, nhiều mỡ trong máu thì kiêng các thức ăn có nhiều cholesterol như thịt mỡ, cá, lòng đỏ trứng, phủ tạng động vật để tránh tăng huyết áp và làm xơ cứng động mạch. Thuốc Aspirin có tác dụng giảm đau, giảm xót và giảm viêm nhưng có thể gây kích thích dạ dày. Tránh dùng với rượu cũng không nên uống thuốc với nước hoa quả vì sẽ có cảm giác nôn nao.

### Cho phụ nữ có thai
Còn phụ nữ trong thời kỳ mang thai do nhu cầu dinh dưỡng biến đổi nhiều nên nếu không cân nhắc thì có thể dẫn đến giảm sức khỏe của đứa trẻ sau này, nhưng không nên hiểu lầm, việc ăn kiêng ở phụ nữ mang thai không phải là hạn chế ăn nói chung như người béo phì, ngược lại họ phải ăn nhiều hơn bình thường và tích cực ăn đa dạng các loại thực phẩm để cung cấp đủ dinh dưỡng cho đứa trẻ. Trong suốt thời kỳ có thai, người mẹ cần tǎng được từ 10 kg đến 12 kg và không nên tăng quá 18 kg, ngoài ra thì số lượng cân nên tăng còn phụ thuộc vào việc trước đó người phụ nữ có thiếu cân hay không. Ngụ ý trong từ ăn kiêng cho bà bầu ở đây là hướng đến việc loại trừ tất cả các loại thực phẩm tác động tiêu cực đến thai nhi, trong đó có:
- Rượu và thuốc lá kể cả việc hút thuốc thụ động.
- Thực phẩm chế biến sẵn: Thường chứa chất bảo quản, phẩm màu và thiếu vitamin.
- Cà phê, trà và các chất kích thích nói chung như hạt tiêu, ớt, tỏi.
- Muối: Phụ nữ có thai nên ăn ít muối, vì khi lạm dụng muối có thể dẫn tới chứng phù, tiền sản giật và các triệu chứng tim hồi hộp, làm buồn bực khó chịu.

## Rối loạn tâm lý
Một số rối loạn tâm lý có liên quan đến hành vi ăn uống, chẳng hạn chán ăn tâm thần là căn bệnh do cảm nhận sai lạc về ngoại hình cơ thể tự cho rằng mình quá béo mà ăn rất ít dẫn đến việc suy dinh dưỡng trầm trọng và có khả năng dẫn đến tử vong. Ngược lại là ăn quá độ thường gặp ở nam giới trong các bữa nhậu nhẹt hoặc trong giai đoạn tập luyện thể thao nhằm gia tăng cơ bắp. Tất cả chúng đều có đặc điểm chung là phải ép buộc mình để ăn hoặc không ăn chứ không phải căn cứ trên nhu cầu tự nhiên của cơ thể. Nói chung thì việc ăn uống thất thường, ăn không ngon là yếu tố cảnh báo cho rất nhiều rối loạn liên quan đến tâm lý trong đó có trầm cảm, rối loạn lo âu, trầm cảm sau sinh.

## Theo Phật giáo
Nói chung thì Phật giáo khuyên ăn chay và hạn chế tối đa ăn mặn, điều này bắt nguồn chủ yếu từ việc giới cấm sát sinh và tránh mọi khổ đau cho chúng sinh ở tôn giáo này. Tuy nhiên để không quá cứng nhắc thì tín đồ tại gia có thể chỉ phải ăn chay một số ngày được quy định trong tháng (còn gọi là ăn chay kỳ, ngược lại ăn chay dài ngày thì gọi là ăn chay trường). Người xuất gia (tỉ-khưu) thì vẫn có thể ăn thịt nếu nó thỏa mãn tiêu chuẩn gọi là tam tịnh nhục (tịnh nhục nghĩa đen là thịt thanh tịnh):
- Không thấy con vật đó bị giết
- Không nghe tiếng con vật kêu la khi bị giết
- Người ta giết con vật ấy không phải vì mình

Thêm vào đó thì thịt con vật tự chết hoặc thịt còn dư của động vật ăn thịt bỏ lại cũng ăn được (ngũ tịnh nhục). Ngoài ra, có 10 loại thịt đặc biệt khác mà các vị Tỉ khưu không được sử dụng. Đó là thịt người, voi, ngựa, chó, rắn, sư tử, cọp, báo, gấu và linh cẩu. Đức Phật cũng khuyên không nên ăn sau giờ ngọ tức 12 giờ trưa, còn gọi là "không ăn phi thời", lý giải được đưa ra là để cơ thể được nhẹ nhàng, thân tâm an tĩnh dễ thiền định và ngủ ngon hơn. Về số lượng thức ăn đưa vào cơ thể quan điểm là ăn để đủ sống chứ không nhằm mục đích gì khác, nguyên nhân thì có nhiều trong đó có việc tránh giết các loài thực vật một cách vô ích (về cơ bản đạo Phật tôn trọng hết thảy các hình thức sống kể cả của thực vật, việc phải ăn chúng để sống đối với người Phật tử chân chính cũng chỉ là việc bất đắc dĩ mà thôi), tránh lãng phí và tránh dư thừa năng lượng có thể dẫn đến nảy sinh dục vọng.